# Estádio Dr. Adhemar de Barros
Estádio Dr. Adhemar de Barros – stadion piłkarski w Araraquara, São Paulo (stan), Brazylia, na którym swoje mecze rozgrywa klub Associação Ferroviária de Esportes.

## Historia
1950 – początek budowy
10 czerwca 1951 – inauguracja
1956 – przebudowa
24 sierpnia 1960 – inuguracja oświetlenia
1970 – rozbudowa
1992 – przebudowa
22 marca 1993 – rekord frekwencji